# Saison 4 de Numbers
Chronologie
Saison 3 Saison 5
Cet article présente le guide des épisodes de la quatrième saison de la série télévisée américaine Numb3rs.
À la suite de la grève de la Writers Guild of America de 2007, la saison est réduite à 18 épisodes.

## Distribution

### Acteurs principaux
- Rob Morrow (VF : Eric Aubrahn) : Don Eppes
- David Krumholtz (VF : Xavier Béja) : Charles « Charlie » Eppes
- Judd Hirsch (VF : Jean-Pierre Moulin) : Alan Eppes
- Alimi Ballard (VF : Jérôme Rebbot) : David Sinclair
- Peter MacNicol (VF : Denis Boileau) : Lawrence « Larry » Fleinhardt
- Diane Farr (VF : Rafaele Moutier) : Megan Reeves
- Navi Rawat (VF : Julie Dumas) : Amita Ramanujan
- Dylan Bruno (VF : Nessym Guetat) : Colby Granger

### Acteurs récurrents et invités
- Aya Sumika (VF : Virginie Mery) : Liz Warner (7 épisodes)
- Val Kilmer : Mason Lancer[1] (épisode 1)
- Michelle Nolden : Robin Brooks, Assistante du procureur (épisodes 14 à 16)
- DJ Paul et Juicy J de Three 6 Mafia[2] (épisode 17)

## Épisodes

### Épisode 1:Haute Trahison
- États-Unis /  Canada : 28 septembre 2007 sur CBS[3] / Global
- France : 5 juillet 2008 sur M6
- Québec et  Belgique : dates inconnues

- Val Kilmer (Mason Lancer)
- Shawn Hatosy (Dwayne Carter)
- Gary Wilmes (Michael Kirkland)
- Hector Hank (Garde du fourgon pénitentiaire)
- Andre Ing (Shan)

- Algorithme de Dijkstra
- Problème de couverture par ensembles

### Épisode 2:Homicide à Hollywood
- États-Unis : 5 octobre 2007 sur CBS
- France : 5 juillet 2008 sur M6

- Aya Sumika (Agent Liz Warner)
- Aaron Stanford (Brett Chandler)
- Kevin Wheatley (Pete Sears)
- David Weidoff (Josh Ryan)
- Peter Cambor (Logan Oliver)
- Kelly Overton (Andrea Barton/Tracy Meade)
- Eva Kaminsky (Manager)
- Ronobir Lahiri (Médecin légiste)
- Michael Tauzin (Acteur de Wannabe)
- Jack Merrill (Dr Jacobsen)
- Leigh Zimmerman (en) (Leslie Dennis)
- Steve Kazee (Mark Green)
- Anthony Cistaro (Bryce Lee)

- Théorie des jeux
- Lois de Snell-Descartes
- Poussée d'Archimède

### Épisode 3:À toute vitesse
- États-Unis : 12 octobre 2007 sur CBS
- France : 15 juillet 2008 sur M6

- Chris Bauer (Ray Galuski)
- Matthew Yang King (Matt Li)
- Taras Riddick (Bobby Jacinto)
- GQ (Frank Fisher)
- Sam Murphy (Ernie Fuller)
- Michael Welch (Kyle Clippard)
- Timothy Landfield (Tom Clippard)
- Bill Heck (Barista)
- K'Dee Miller (Jeune mère)
- Sam Ayers (Vendeur de journaux)
- Sybyl Walker (Docteur)
- Tonya Ka (Nitrogirl)

- Moment cinétique
- Force centripète
- Loi de conservation
- Lois du mouvement de Newton.

### Épisode 4:Le Chemin de croix
- États-Unis : 19 octobre 2007 sur CBS
- France : 15 juillet 2008 sur M6

- Aya Sumika (Agent Liz Warner)
- Andrea Roth (Alex Trowbridge)
- Graham McTavish (John Corcoran)
- Sharif Atkins (Clay Porter)
- Nathan Baesel (Jared Parr)
- Lois Mathilda Atkins (Janine Parr)
- Lena Georgas (Louise Esmond)
- Erica Muñoz (Mary Velasco)
- Richard Wharton (SDF)
- David Desantos (Peter Guzman)
- John Balma (Thad Esmond)
- Michael Balsley (Nathaniel Greene)
- Mark Doerr (John Lerner)

- Codage de Fibonacci
- Numérologie
- Gematria

### Épisode 5:Robin des Bois
- États-Unis : 26 octobre 2007 sur CBS
- France : 22 juillet 2008 sur M6

- Will Patton (Lieutenant Gary Walker)
- A.K. Murtadha (Kevin)
- Tim Dekay (Pete Friscia)
- Jason Durr (J.W. Piennar)
- Waleed F. Zuaiter (Ali Karimi)
- Yancey Arias (D.J. Rodriguez)
- Troy Titus-Adams (Dr Patricia Stone)
- Ryan Caltagirone (Barry Evans)
- Dave Florek (Alex Evans)

- Loi de Listing
- Mouvement de projectile
- Système de rencontres

### Épisode 6:Protection rapprochée
- États-Unis : 2 novembre 2007 sur CBS
- France : 22 juillet 2008 sur M6

- Aya Sumika (Agent Liz Warner)
- James Morrison (Commandant Chris Frederickson)
- Erika Alexander (Marshal Tricia Yaegger)
- Jennifer Riker (Leah Wexford)
- Kevin G. Schmidt (Steven Wexford)
- Peter Onorati (Alfred McGurn)
- Michael Cavalieri (Benny Natale)
- Chandler Adrian Parker (Zeke Gibbs)
- Kenneth Dolin (Frère Theo)
- Michelle Mulitz (Étudiante)

- Analyse prédictive
- Les arbres de classifications et régression.

### Épisode 7:Primacy
- États-Unis : 9 novembre 2007 sur CBS
- France : 22 juillet 2008 sur M6

- DJ Qualls (Anthony Braxton)
- James Urbaniak (Binky Moore)
- Mimi Cozzens (Mrs. Eliza Macnamara)
- Robert John Brewer (Richard Helgencer)
- Jennifer Chang (Janice Cho)
- Hilary Ward (Audra Regal)
- Luba Tatiana (Technicien du FBI)
- Nick Toren (Gary Meyers/Spectre)

- Algorithme évolutionniste

### Épisode 8:Tel père…
- États-Unis : 16 novembre 2007 sur CBS
- France : 29 juillet 2008 sur M6

- Aya Sumika (Agent Liz Warner)
- Sean Patrick Flanery (Jeff Upchurch)
- Ari Graynor (Ella Pierce)
- William Atherton (Warren Pierce)
- David Clayton Rogers ("Santee"/Steffen Cavani)
- Stephanie Bast (Gina)
- Vanessa Britting (Harper Simms)
- John Forest (Lucas Cavani)

- Recherche tabou
- Algorithme minimax
- Inférence bayésienne

### Épisode 9:Fan de B.D.
- États-Unis : 23 novembre 2007 sur CBS
- France : 29 juillet 2008 sur M6

- Christopher Lloyd (Ross Moore)
- Wil Wheaton (Miles Sklar)
- Ben Feldman (Seth Marlowe)
- Bruce Turk (Mark Vaughn)
- Joe Morton (Peter Lange)
- Jason Paul Field (Gordon Garrity)
- Mary Gillis (Mrs. Garrity)
- Therese McLaughlin (Agent de probation)
- Albert Malafronte (Commissaire-priseur)
- David Bardeen (Collectionneur corpulent)
- Lysander Abadia (Collectionneur maigre)
- Paul Lindquist (Geek)
- Ramona Dubarry (Enchérisseur)
- Scott MacArthur (Enchérisseur à lunettes)

- Théorie des enchères
- Dimension fractale
- Détection d'écriture contrefaite

On remarque de nombreuses références :
- Aux comics américains :

- Le créateur et auteur du comics volé Ross Moore (joué par Christopher Lloyd) a son nom tiré de deux auteurs célèbres de comics américains (Alex Ross et Alan Moore).
- Lors d'une conversation entre Charlie Eppes et Larry Fleinhardt. Ils parlent des comics Marvel qu'ils ont lus enfant dont Les Quatre Fantastiques, Galactus, Spider-Man.
- Un complice du voleur vend des faux à des fans qui ont tous remarqué qu'il portait un tee-shirt avec le personnage du comics Marvel Docteur Strange dessiné dessus.
- À la série télévisée Star Trek : La Nouvelle Génération :

### Épisode 10:La Chambre chinoise
- États-Unis : 14 décembre 2007 sur CBS
- France : 29 juillet 2008 sur M6

- Aya Sumika (Agent Liz Warner)
- Enrico Colantoni (Ben Blakely)
- Chris Bruno (Tim King)
- Clifton Powell (Max Devane)
- Joseph Lyle Taylor (Jonas Grover)
- Megan Gallagher (Sarah Blakely)
- Tymberlee Chanel (Technicien du FBI)
- Breon Gorman (Vieille femme)
- Alexander Wells (Garde)

- Chambre chinoise
- Chomp (jeu)
- Partitionnement de données.

### Épisode 11:À bout de souffle
- États-Unis : 11 janvier 2008 sur CBS
- France : 5 août 2008 sur M6

- Craig Tsuyumine (Journaliste)
- Susan Floyd (Bonnie Parks)
- Chris Bauer (Ray Galuski)
- Judith Scott (Judy Turner)
- Rey Gallegos (Sonny Leyva)
- Damian Young (Richard Taylor)

- Analyse de régression.

### Épisode 12:Abus de pouvoir
- États-Unis : 18 janvier 2008 sur CBS
- France : 5 août 2008 sur M6

- Aunjanue Ellis (Ivy Kirk)
- Matthew Morrison (Blaine Cleary)
- Andrea Anders (Rena Vining)
- Jenna Gavigan (Josie Biggs)
- Eric Strickland (Malcolm Tucci)
- Robert Dolan (Officier Arnold Owens)
- William Langan (Chef de la Police Robaire)
- Cornell Womack (Officier Bill Mallard)
- Rob Kahn (Officier Chris Butler)
- Bill Tangradi (Officier Ronald Karnofsky)
- Julie Dretzin (Karen Griffiths)
- Nicole Dalton (Polly Turnage)
- Martin Kildare (John Biggs)
- Deborah Strang (Martha Biggs)

- Théorie des réseaux
- Théorie des ensembles.

### Épisode 13:Cygne noir
- États-Unis : 4 avril 2008 sur CBS
- France : 12 août 2008 sur M6

- Jacob Fishel (Isaac « Izzy » Meechum)
- James Harvey Ward (Joshua Quigley)
- Steven C. Gibbons (Bernard Laiken)
- Mike Peebler (Douglas)

- Algorithme de Floyd-Warshall
- Diagramme de Voronoï
- Preuve par épuisement
- Série temporelle
- Théorie du cygne noir.

### Épisode 14:Échec et Mat
- États-Unis : 11 avril 2008 sur CBS
- France : 12 août 2008 sur M6

- Michelle Nolden (Robin Brooks)
- Tequan Richmond (Levi « Bishop » Holt)
- Marcello Thedford (Heavy D. aka Dwight Reddick)
- Naleah Dey (Coral)
- R.F. Daley (Gary Bell)
- Darryl Theirse (Instructeur de conduite)
- Matt Biedel (Instructeur du FBI Paul)
- Michael James Reed (Responsable du stand Stephen)
- Tommy Schrider (Agent Jimmy D.)
- Jamaal Carter (Bone)

- Raisonnement rétrograde
- Mathématiques des origamis
- Coupe des diamants.
- Échecs
- Notation algébrique.

### Épisode 15:Le Nerf de la guerre
- États-Unis /  Canada : 25 avril 2008 sur CBS / Global
- France : 19 août 2008 sur M6

- États-Unis : 9,64 millions de téléspectateurs[19]
- Canada : 968 000 téléspectateurs[20]

- Aya Sumika (Agent Liz Warner)
- Michelle Nolden (Robin Brooks, assistante du procureur)
- Sharif Atkins (Clay Porter Jr.)
- Derek Phillips (Ryan Ferraro)
- Zack Duhame (James Pinkney)
- Jack Guzman (Carlos Ruiz)
- Bill Nye (Bill Waldie)
- Mireille Enos (Grace Ferraro)
- Richard Lawson (Clay Porter Sr.)
- Yaani King (Laurie Porter)
- Laivan Greene (Jenna Porter)
- Ryan Carr (Checkout Guy)
- Kenneth Dolin (Brother Theo)

- Boucle OODA
- Théorie de la décision.

### Épisode 16:L'enfer est pavé de bonnes intentions
- États-Unis /  Canada : 2 mai 2008 sur CBS / Global
- France : 19 août 2008 sur M6

- États-Unis : 10,33 millions de téléspectateurs[21]
- Canada : 1,151 million de téléspectateurs[22]

- Michelle Nolden (Robin Brooks, assistante du procureur)
- Michael O'Keefe (Révérend Joseph Ezra)
- Steven R. McQueen (Craig Ezra)
- Jill Eikenberry (Susan Doran)
- Gabrielle Christian (Audrey Doran)
- Antonio D. Charity (Recrue du LAPD)
- Leslie Silva (M.E. Ridenhour)
- Cassandra Freeman (Technicien en chef du FBI)
- Walter Berry (Vieil homme)
- Kathryn Weil (Fille)
- Lynn Wanlass (Femme fragile)
- Ron Collie (Peter)

- Réseau bayésien
- Fluide non-newtonien
- Analyse des réseaux sociaux
- Analyse d'affinité
- Découverte du modèle K-optimal

### Épisode 17:Le Rythme dans le sang
- États-Unis : 9 mai 2008 sur CBS
- France : 26 août 2008 sur M6

- Aya Sumika (Agent Liz Warner)
- Juicy J (Robert Hunter)
- J.P. Pitoc (2BY4)
- Richard T. Jones (Blanchard)
- Dorian Missick (en) (Derek)
- Lester "Rasta" Speight (Kilo)
- Mustafa Shakir (Membre du groupe #1)
- Susan Kelechi Watson (Nina Hunter)
- Derrick Williams (Musicien)
- Gita Reddy (Tapti Ramanujan)
- Brian George (Sanjay Ramanujan)
- Frank Maharajh (Kapil)
- DJ Paul Rolland (Membre du groupe #2))

- Base de Gröbner

### Épisode 18:Un soupçon de doute
- États-Unis /  Canada : 16 mai 2008 sur CBS / Global
- France : 26 août 2008 sur M6

- États-Unis : 9,78 millions de téléspectateurs[24]
- Canada : 1,046 million de téléspectateurs[25]

- Željko Ivanek (William Fraley)
- Ravi Kapoor (Phil Sanjrani)
- Shawn Doyle (Shane O'Hanahan)
- Meera Simhan (Asha Rafiq)
- Tiya Sircar (Shaza Rafiq)
- Shan Ali (Hadi Rafiq)
- Nick Jaine (Benjamin Rajar)
- Paul Vincent O'Connor (Max Flaherty)
- Kevin Symons (Agent de la CIA)
- Michael Balsley (Policier
- John Hawkinson (Procureur)
- David Valcin (Coach sportif #1)
- Mazari Barber Ali (Hassan)
- Roman Mitichyan (Kaleen Rafiq)